# 北馬其頓國家足球隊
北馬其頓國家足球隊，原名馬其頓國家足球隊，是北馬其頓共和國的國家足球代表隊。由北馬其頓足球協會管理。

## 歷史
北馬其頓共和國自1992年立國以來使用馬其頓共和國的國號，常常簡稱為“馬其頓”；但馬其頓共和國和馬其頓地區是兩個不同的概念，因此存在名称争议。希臘方面認為“馬其頓”是希臘歷史的一個概念，反對馬其頓共和國使用“馬其頓”名稱，所以暫名為前南斯拉夫馬其頓共和國，直到2019年2月更名北馬其頓後矛盾才得以化解。
在過去的FIFA和UEFA，馬其頓國家隊被稱為前南斯拉夫馬其頓足球隊。
北馬其頓國家足球隊過往一直是歐洲的魚腩部隊之一。過去一直未能取得參加世界杯足球賽和歐洲足球錦標賽的資格。
在2018–19年歐洲國家聯賽的賽制上，由於歐洲足總在賽制上作些許的改變，小組第一擁有附加賽的資格，因此北馬其頓雖未能透過外圍賽直接晉級2020年歐洲國家盃，但可透過附加賽來爭取晉級資格。
2020年歐洲足球錦標賽外圍賽附加賽第一場賽事主場對上科索沃先以2-1擊敗對手，最後在客場靠著隊長戈蘭·潘德夫的進球，以1-0擊敗格魯吉亞，創下隊史首次晉身歐洲國家盃決賽週的紀錄。可惜北馬其頓實力與其他歐洲球隊有一段距離，在2020年歐洲國家盃分組賽三戰全敗出局。
北馬其頓的出色表現延續至2022年世界盃外围赛，曾作客擊敗德國，最後以十戰五胜三和二負得18分的成績，以小組第二名完成小組賽，晋级附加赛，更在首圈爆冷击败四屆世界盃冠军意大利進入決賽圈；儘管決賽圈以0-2不敵葡萄牙，但也寫下隊史世足外圍賽最佳成績。

## 賽事成績

### 歷屆世界盃成績
北馬其頓從未闖入世界盃決賽週。
| 世界盃參賽紀錄 | 世界盃參賽紀錄       | 世界盃參賽紀錄       | 世界盃參賽紀錄       | 世界盃參賽紀錄       | 世界盃參賽紀錄       | 世界盃參賽紀錄       | 世界盃參賽紀錄       | 世界盃參賽紀錄       |                      |
| 年份           | 最終成績             | 總排名               | 場數                 | 勝                   | 和*                  | 負                   | 入球                 | 失球                 |                      |
| -------------- | -------------------- | -------------------- | -------------------- | -------------------- | -------------------- | -------------------- | -------------------- | -------------------- | -------------------- |
| 1930年         | 隸屬南斯拉夫的一部分 | 隸屬南斯拉夫的一部分 | 隸屬南斯拉夫的一部分 | 隸屬南斯拉夫的一部分 | 隸屬南斯拉夫的一部分 | 隸屬南斯拉夫的一部分 | 隸屬南斯拉夫的一部分 | 隸屬南斯拉夫的一部分 | 隸屬南斯拉夫的一部分 |
| 1934年         | 隸屬南斯拉夫的一部分 | 隸屬南斯拉夫的一部分 | 隸屬南斯拉夫的一部分 | 隸屬南斯拉夫的一部分 | 隸屬南斯拉夫的一部分 | 隸屬南斯拉夫的一部分 | 隸屬南斯拉夫的一部分 | 隸屬南斯拉夫的一部分 | 隸屬南斯拉夫的一部分 |
| 1938年         | 隸屬南斯拉夫的一部分 | 隸屬南斯拉夫的一部分 | 隸屬南斯拉夫的一部分 | 隸屬南斯拉夫的一部分 | 隸屬南斯拉夫的一部分 | 隸屬南斯拉夫的一部分 | 隸屬南斯拉夫的一部分 | 隸屬南斯拉夫的一部分 | 隸屬南斯拉夫的一部分 |
| 1950年         | 隸屬南斯拉夫的一部分 | 隸屬南斯拉夫的一部分 | 隸屬南斯拉夫的一部分 | 隸屬南斯拉夫的一部分 | 隸屬南斯拉夫的一部分 | 隸屬南斯拉夫的一部分 | 隸屬南斯拉夫的一部分 | 隸屬南斯拉夫的一部分 | 隸屬南斯拉夫的一部分 |
| 1954年         | 隸屬南斯拉夫的一部分 | 隸屬南斯拉夫的一部分 | 隸屬南斯拉夫的一部分 | 隸屬南斯拉夫的一部分 | 隸屬南斯拉夫的一部分 | 隸屬南斯拉夫的一部分 | 隸屬南斯拉夫的一部分 | 隸屬南斯拉夫的一部分 | 隸屬南斯拉夫的一部分 |
| 1958年         | 隸屬南斯拉夫的一部分 | 隸屬南斯拉夫的一部分 | 隸屬南斯拉夫的一部分 | 隸屬南斯拉夫的一部分 | 隸屬南斯拉夫的一部分 | 隸屬南斯拉夫的一部分 | 隸屬南斯拉夫的一部分 | 隸屬南斯拉夫的一部分 | 隸屬南斯拉夫的一部分 |
| 1962年         | 隸屬南斯拉夫的一部分 | 隸屬南斯拉夫的一部分 | 隸屬南斯拉夫的一部分 | 隸屬南斯拉夫的一部分 | 隸屬南斯拉夫的一部分 | 隸屬南斯拉夫的一部分 | 隸屬南斯拉夫的一部分 | 隸屬南斯拉夫的一部分 | 隸屬南斯拉夫的一部分 |
| 1966年         | 隸屬南斯拉夫的一部分 | 隸屬南斯拉夫的一部分 | 隸屬南斯拉夫的一部分 | 隸屬南斯拉夫的一部分 | 隸屬南斯拉夫的一部分 | 隸屬南斯拉夫的一部分 | 隸屬南斯拉夫的一部分 | 隸屬南斯拉夫的一部分 | 隸屬南斯拉夫的一部分 |
| 1970年         | 隸屬南斯拉夫的一部分 | 隸屬南斯拉夫的一部分 | 隸屬南斯拉夫的一部分 | 隸屬南斯拉夫的一部分 | 隸屬南斯拉夫的一部分 | 隸屬南斯拉夫的一部分 | 隸屬南斯拉夫的一部分 | 隸屬南斯拉夫的一部分 | 隸屬南斯拉夫的一部分 |
| 1974年         | 隸屬南斯拉夫的一部分 | 隸屬南斯拉夫的一部分 | 隸屬南斯拉夫的一部分 | 隸屬南斯拉夫的一部分 | 隸屬南斯拉夫的一部分 | 隸屬南斯拉夫的一部分 | 隸屬南斯拉夫的一部分 | 隸屬南斯拉夫的一部分 | 隸屬南斯拉夫的一部分 |
| 1978年         | 隸屬南斯拉夫的一部分 | 隸屬南斯拉夫的一部分 | 隸屬南斯拉夫的一部分 | 隸屬南斯拉夫的一部分 | 隸屬南斯拉夫的一部分 | 隸屬南斯拉夫的一部分 | 隸屬南斯拉夫的一部分 | 隸屬南斯拉夫的一部分 | 隸屬南斯拉夫的一部分 |
| 1982年         | 隸屬南斯拉夫的一部分 | 隸屬南斯拉夫的一部分 | 隸屬南斯拉夫的一部分 | 隸屬南斯拉夫的一部分 | 隸屬南斯拉夫的一部分 | 隸屬南斯拉夫的一部分 | 隸屬南斯拉夫的一部分 | 隸屬南斯拉夫的一部分 | 隸屬南斯拉夫的一部分 |
| 1986年         | 隸屬南斯拉夫的一部分 | 隸屬南斯拉夫的一部分 | 隸屬南斯拉夫的一部分 | 隸屬南斯拉夫的一部分 | 隸屬南斯拉夫的一部分 | 隸屬南斯拉夫的一部分 | 隸屬南斯拉夫的一部分 | 隸屬南斯拉夫的一部分 | 隸屬南斯拉夫的一部分 |
| 1990年         | 隸屬南斯拉夫的一部分 | 隸屬南斯拉夫的一部分 | 隸屬南斯拉夫的一部分 | 隸屬南斯拉夫的一部分 | 隸屬南斯拉夫的一部分 | 隸屬南斯拉夫的一部分 | 隸屬南斯拉夫的一部分 | 隸屬南斯拉夫的一部分 | 隸屬南斯拉夫的一部分 |
| 1994年         | 沒有參賽             | 沒有參賽             | 沒有參賽             | 沒有參賽             | 沒有參賽             | 沒有參賽             | 沒有參賽             | 沒有參賽             | 沒有參賽             |
| 1998年         | 未能晉級             | 未能晉級             | 未能晉級             | 未能晉級             | 未能晉級             | 未能晉級             | 未能晉級             | 未能晉級             | 未能晉級             |
| 2002年         | 未能晉級             | 未能晉級             | 未能晉級             | 未能晉級             | 未能晉級             | 未能晉級             | 未能晉級             | 未能晉級             | 未能晉級             |
| 2006年         | 未能晉級             | 未能晉級             | 未能晉級             | 未能晉級             | 未能晉級             | 未能晉級             | 未能晉級             | 未能晉級             | 未能晉級             |
| 2010年         | 未能晉級             | 未能晉級             | 未能晉級             | 未能晉級             | 未能晉級             | 未能晉級             | 未能晉級             | 未能晉級             | 未能晉級             |
| 2014年         | 未能晉級             | 未能晉級             | 未能晉級             | 未能晉級             | 未能晉級             | 未能晉級             | 未能晉級             | 未能晉級             | 未能晉級             |
| 2018年         | 未能晉級             | 未能晉級             | 未能晉級             | 未能晉級             | 未能晉級             | 未能晉級             | 未能晉級             | 未能晉級             | 未能晉級             |
| 2022年         | 未能晉級             | 未能晉級             | 未能晉級             | 未能晉級             | 未能晉級             | 未能晉級             | 未能晉級             | 未能晉級             | 未能晉級             |
| 總結           | 0/7                  | ------               | --                   | --                   | --                   | --                   | --                   | --                   |                      |

### 歐洲國家杯成績
| 年份   | 最終成績             | 場數                 | 勝                   | 和*                  | 負                   | 入球                 | 失球                 |                      |
| ------ | -------------------- | -------------------- | -------------------- | -------------------- | -------------------- | -------------------- | -------------------- | -------------------- |
| 1960年 | 隸屬南斯拉夫的一部分 | 隸屬南斯拉夫的一部分 | 隸屬南斯拉夫的一部分 | 隸屬南斯拉夫的一部分 | 隸屬南斯拉夫的一部分 | 隸屬南斯拉夫的一部分 | 隸屬南斯拉夫的一部分 | 隸屬南斯拉夫的一部分 |
| 1964年 | 隸屬南斯拉夫的一部分 | 隸屬南斯拉夫的一部分 | 隸屬南斯拉夫的一部分 | 隸屬南斯拉夫的一部分 | 隸屬南斯拉夫的一部分 | 隸屬南斯拉夫的一部分 | 隸屬南斯拉夫的一部分 | 隸屬南斯拉夫的一部分 |
| 1968年 | 隸屬南斯拉夫的一部分 | 隸屬南斯拉夫的一部分 | 隸屬南斯拉夫的一部分 | 隸屬南斯拉夫的一部分 | 隸屬南斯拉夫的一部分 | 隸屬南斯拉夫的一部分 | 隸屬南斯拉夫的一部分 | 隸屬南斯拉夫的一部分 |
| 1972年 | 隸屬南斯拉夫的一部分 | 隸屬南斯拉夫的一部分 | 隸屬南斯拉夫的一部分 | 隸屬南斯拉夫的一部分 | 隸屬南斯拉夫的一部分 | 隸屬南斯拉夫的一部分 | 隸屬南斯拉夫的一部分 | 隸屬南斯拉夫的一部分 |
| 1976年 | 隸屬南斯拉夫的一部分 | 隸屬南斯拉夫的一部分 | 隸屬南斯拉夫的一部分 | 隸屬南斯拉夫的一部分 | 隸屬南斯拉夫的一部分 | 隸屬南斯拉夫的一部分 | 隸屬南斯拉夫的一部分 | 隸屬南斯拉夫的一部分 |
| 1980年 | 隸屬南斯拉夫的一部分 | 隸屬南斯拉夫的一部分 | 隸屬南斯拉夫的一部分 | 隸屬南斯拉夫的一部分 | 隸屬南斯拉夫的一部分 | 隸屬南斯拉夫的一部分 | 隸屬南斯拉夫的一部分 | 隸屬南斯拉夫的一部分 |
| 1984年 | 隸屬南斯拉夫的一部分 | 隸屬南斯拉夫的一部分 | 隸屬南斯拉夫的一部分 | 隸屬南斯拉夫的一部分 | 隸屬南斯拉夫的一部分 | 隸屬南斯拉夫的一部分 | 隸屬南斯拉夫的一部分 | 隸屬南斯拉夫的一部分 |
| 1988年 | 隸屬南斯拉夫的一部分 | 隸屬南斯拉夫的一部分 | 隸屬南斯拉夫的一部分 | 隸屬南斯拉夫的一部分 | 隸屬南斯拉夫的一部分 | 隸屬南斯拉夫的一部分 | 隸屬南斯拉夫的一部分 | 隸屬南斯拉夫的一部分 |
| 1992年 | 隸屬南斯拉夫的一部分 | 隸屬南斯拉夫的一部分 | 隸屬南斯拉夫的一部分 | 隸屬南斯拉夫的一部分 | 隸屬南斯拉夫的一部分 | 隸屬南斯拉夫的一部分 | 隸屬南斯拉夫的一部分 | 隸屬南斯拉夫的一部分 |
| 1996年 | 未能晉級             | 未能晉級             | 未能晉級             | 未能晉級             | 未能晉級             | 未能晉級             | 未能晉級             | 未能晉級             |
| 2000年 | 未能晉級             | 未能晉級             | 未能晉級             | 未能晉級             | 未能晉級             | 未能晉級             | 未能晉級             | 未能晉級             |
| 2004年 | 未能晉級             | 未能晉級             | 未能晉級             | 未能晉級             | 未能晉級             | 未能晉級             | 未能晉級             | 未能晉級             |
| 2008年 | 未能晉級             | 未能晉級             | 未能晉級             | 未能晉級             | 未能晉級             | 未能晉級             | 未能晉級             | 未能晉級             |
| 2012年 | 未能晉級             | 未能晉級             | 未能晉級             | 未能晉級             | 未能晉級             | 未能晉級             | 未能晉級             | 未能晉級             |
| 2016年 | 未能晉級             | 未能晉級             | 未能晉級             | 未能晉級             | 未能晉級             | 未能晉級             | 未能晉級             | 未能晉級             |
| 2020年 | 小組賽               | 3                    | 0                    | 0                    | 3                    | 2                    | 8                    |                      |
| 2024年 | 未能晉級             | 未能晉級             | 未能晉級             | 未能晉級             | 未能晉級             | 未能晉級             | 未能晉級             | 未能晉級             |
| 總結   | 1/7                  | 3                    | 0                    | 0                    | 3                    | 2                    | 8                    |                      |

### 歐足聯國家聯賽成绩
| 年份    | 最终成绩       | 场数 | 胜 | 和* | 负 | 入球 | 失球 | 備考                   |
| ------- | -------------- | ---- | -- | --- | -- | ---- | ---- | ---------------------- |
| 2018–19 | 未能晉身決賽週 | 6    | 5  | 0   | 1  | 14   | 5    | 聯賽D，下季升級至聯賽C |
| 2020–21 | 未能晉身決賽週 | 6    | 2  | 3   | 1  | 9    | 8    | 聯賽C                  |
| 2022–23 | 未能晉身決賽週 | 6    | 2  | 1   | 3  | 7    | 7    | 聯賽C                  |
| 总结    | 0/3            | 18   | 9  | 4   | 5  | 30   | 20   | --                     |

（*）包括淘汰赛阶段要以延长赛或十二码决胜之和局（90分钟）。

## 近賽成績

### 2024年歐洲足球錦標賽外圍賽
| 排名 | 隊伍     | 賽 | 勝 | 和 | 負 | 得 | 失 | 差  | 分 | 獲得資格               |     |     |     |     |     |     |
| ---- | -------- | -- | -- | -- | -- | -- | -- | --- | -- | ---------------------- | --- | --- | --- | --- | --- | --- |
| 1    | 英格兰   | 8  | 6  | 2  | 0  | 22 | 4  | +18 | 20 | 晉級決賽周賽事         |     | —   | 3–1 | 2–0 | 7–0 | 2–0 |
| 2    | 義大利   | 8  | 4  | 2  | 2  | 16 | 9  | +7  | 14 | 晉級決賽周賽事         |     | 1–2 | —   | 2–1 | 5–2 | 4–0 |
| 3    | 乌克兰   | 8  | 4  | 2  | 2  | 11 | 8  | +3  | 14 | 通過國家聯賽晉身附加賽 |     | 1–1 | 0–0 | —   | 2–0 | 1–0 |
| 4    | 北馬其頓 | 8  | 2  | 2  | 4  | 10 | 20 | −10 | 8  |                        |     | 1–1 | 1–1 | 2–3 | —   | 2–1 |
| 5    | 馬爾他   | 8  | 0  | 0  | 8  | 2  | 20 | −18 | 0  |                        | 0–4 | 0–2 | 1–3 | 0–2 | —   |     |

1. 1 2  對賽得分：意大利 4 分，烏克蘭 1 分。

## 著名球星
- 戈蘭·潘德夫（Goran Pandev）
- 高錫·薩路斯基（Goce Sedloski）
- 格約吉·赫里斯托夫（Gjorgji Hristov）
- 伊万·特里茨科夫斯基（Ivan Trichkovski）
- 斯特凡·里斯托夫斯基（Stefan Ristovski）
- 维利切·苏穆利科斯基（Veliche Shumulikoski）
- 亚历山大·特拉伊科夫斯基（Aleksandar Trajkovski）
- 埃茲詹·阿利奧斯基（Ezgjan Alioski）